# Лоґан Мейдер
Лоґан Конрад Мейдер (англ. Logan Conrad Mader; 16 листопада 1970, Монреаль, Квебек, Канада) — канадський продюсер звукозапису та музикант. Він гітарист мелодійного дет-метал гурту Once Human та колишній соло-гітарист геві-метал гурту Machine Head.
Мейдер найбільш відомий своєю роботою в Machine Head, чий дебютний альбом Burn My Eyes 1994 року був випущений Roadrunner Records і швидко став найпопулярнішим дебютним альбомом в історії лейблу аж до дебютного альбому Slipknot. Їхній другий альбом The More Things Change... був випущений у 1997 році, і Лоґан невдовзі після цього покинув гурт, щоб присвятити свою енергію та час стороннім проєктам.
Мейдер є співзасновником Dirty Icon Productions, продюсерської команди з Лос-Анджелеса. Вони пишуть, продюсують, записують, міксують, мастерингують та інженерують музику для інших виконавців.

## Кар'єра

### Machine Head, Soulfly та Medication
Гурт Machine Head був утворений у жовтні 1991 року. У складі Мейдера був соло-гітарист, Робб Флінн — вокал і ритм-гітара, Адам Дьюс — бас-гітара та Тоні Костанца — барабанщики. Він грав з Machine Head протягом двох альбомів до початку 1998 року. Після шестирічної роботи Мейдера в гурті він приєднався до Soulfly, де зайняв місце гітариста під час їхнього світового турне 1998 року. Союз Мейдера з Soulfly був недовгим (вісім місяців), і єдиним треком, який він технічно записав з ними, був один із реміксів для Quilombo. Бажаючи знову займатися власними проєктами, Мейдер покинув Soulfly у січні 1999 року.
Після Soulfly, Мейдер створив рок-гурт Medication з Лос-Анджелеса разом з Вітфілдом Крейном (раніше учасником Ugly Kid Joe). Через низку внутрішніх проблем Medication розпався у лютому 2003 року.

### Stereo Black та продакшн
У червні 2003 року Мейдер створив гурт New Black, який пізніше був перейменований на Stereo Black. Хоча гурт виступав на розігріві у Tesla та Hed PE, записав демо, спільно продюсований Junkie XL, та створив ажіотаж в Інтернеті, вони так і не підписали контракт з лейблом.
Пісня «Inside» (раніше називалася «Save Me») звучала в рекламі фільму «Макс Пейн», трейлері фільму «Ефект метелика 2» та у фільмі «Never Back Down 2: The Beatdown». Інструментальна композиція пісні «Fall Again» увійшла до саундтреку до MotoGP '07. Пісня «Denial» увійшла до саундтреку до фільму «Крик 4».
У 2017 році Мейдер відкинув Stereo Black, назвавши його «просто студійним проєктом», який розпочався з метою синхронного ліцензування. Досягнувши певного успіху в цьому питанні, учасники спробували перетворити його на гурт, але потім він зрозумів, що хоче стати повноцінним продюсером.

### Повернення до живої музики та подальша продюсерська робота

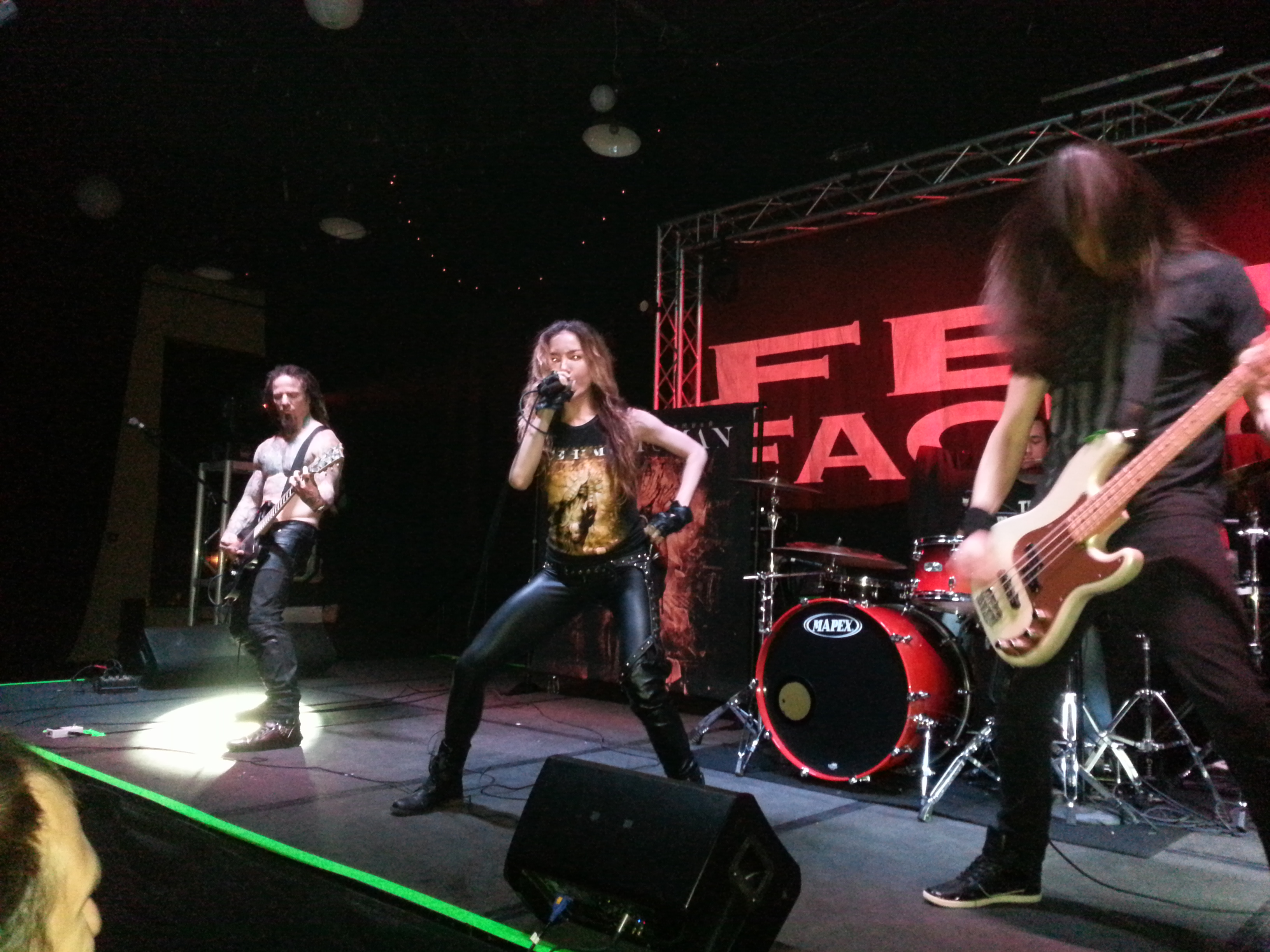
Мейдер (ліворуч) з Once Human у 2015 році

У травні 2015 року Мейдер анонсував свій новий проєкт Once Human, до складу якого увійшли новачки Лорен Гарт (вокал), Деміан Рейнолд (бас-гітара) та Ральф Александер (ударні). Гурт підписав контракт з earMUSIC та випустив свій дебютний альбом The Life I Remember у вересні 2015 року.
У серпні та вересні 2015 року вони гастролювали по півдню, середньому заходу та південному заходу Сполучених Штатів разом із Fear Factory, The Bloodline та Before the Mourning.
Мейдер звев та змастерив Melancholia, дебютний сингл французького метал-гурту ÆMBER, який вийшов у листопаді 2018 року.
У березні 2019 року було оголошено, що Мейдер (разом з барабанщиком Крісом Контосом) вперше за 21 рік виступить з Machine Head у турі, присвяченому 25-й річниці виходу Burn My Eyes; однак офіційно він і Контос не повернулися до гурту.

## Дискографія

### з Machine Head
- Burn My Eyes (1994)
- The More Things Change... (1997)
- Live at Dynamo Open Air 1997 (2019) — архівний концертний альбом
- My Hands Are Empty (2020) — окремий сингл

### з Soulfly
- Soulfly Digipak (1998) — бере участь в альбомі «Quilombo (Extreme Ragga Dub Remix)»
- Tribe (1999)
- Live at Dynamo Open Air 1998 (2018) — архівний концертний альбом

### з Medication
- Medication (мініальбом, 2002)
- Prince Valium (2002)

### з Stereo Black
- Stereo Black (Demo) (2005)

### з Once Human
- The Life I Remember (2015)
- Evolution (2017)
- Scar Weaver (2022)

### Гостьова участь
- Roadrunner United — The All-Star Sessions (2005)
- Джеймі Кристоферсон — саундтрек для Metal Gear Rising: Revengeance (2013)
- Тіна Ґуо — Cello Metal (2015)

## Продюсування
| Рік  | Виконавець              | Назва                                                                                              | Лейбл                                                                  | Роль |
| ---- | ----------------------- | -------------------------------------------------------------------------------------------------- | ---------------------------------------------------------------------- | --- |
| 2000 | Deep                    | Pieces of Nothing                                                                                  | Pavement Music                                                         | Зведення                                                                                                 |
| 2002 | Medication              | Medication (мініальбом)                                                                            | Locomotive Music                                                       | Продюсер, звукорежисер, гітарист, текстяр                                                                |
| 2002 | Misura                  | The Subtle Kiss of a Sledgehammer                                                                  | Too Damn Hype Records                                                  | Зведення                                                                                                 |
| 2002 | Medication              | Prince Valium                                                                                      | Locomotive Music                                                       | Продюсер, звукорежисер, гітара, бек-вокал, текстяр (треки 10 та 12), пісняр (треки 2, 3, 5, 7, 8, 10-13) |
| 2003 | Pitchshifter            | Bootlegged, Distorted, Remixed and Uploaded (збірка)                                               | PSI Records                                                            | Реміксування                                                                                             |
| 2003 | The Deadsexy Inc.       | BreakMe (мініальбом)                                                                               | Electro Shock Records, XIII Bis Records                                | Зведення (трек 6)                                                                                        |
| 2004 | Salem's Cradle          | 4-Song Adavanced Promo (мініальбом)                                                                | N/A                                                                    | Зведення та мастеринг                                                                                    |
| 2004 | Various                 | The Blackest Album 4: An Industrial Tribute To Metallica                                           | Cleopatra Records                                                      | Продюсер, зведення (трек 2)                                                                              |
| 2004 | Wartorn                 | Early Release Full Length Album                                                                    | Незалежно                                                              | Зведення та мастеринг                                                                                    |
| 2004 | Scarling                | Sweet Heart Dealer                                                                                 | Sympathy for the Record Industry                                       | Звукорежисер                                                                                             |
| 2004 | Hypnofugue              | Laugh at the World                                                                                 | Music Gallery International                                            | Продюсер                                                                                                 |
| 2004 | Rikets                  | Anything for the Devil (мініальбом)                                                                | Corporate Punishment Records                                           | Зведення та мастеринг                                                                                    |
| 2005 | A Dying Dream           | Now or Never (мініальбом)                                                                          | Frontline Records, Mediaskare Records (перевидання 2006 року)          | Зведення                                                                                                 |
| 2005 | K-Again                 | Memories of an Evolution (мініальбом)                                                              | Самовипущений, Underscore Lab/Musicast (Франція)                       | Продюсер, звукорежисер, зведення та мастеринг                                                            |
| 2005 | Bleed the Sky           | Paradigm of Entropy                                                                                | Nuclear Blast Records                                                  | Мастеринг                                                                                                |
| 2005 | FM Revolver             | Leaving Madeira (EP)                                                                               | Самовипущений                                                          | Звукорежисер, зведення                                                                                   |
| 2005 | New Dead Radio          | Avalon Bridge Will Burn                                                                            | Mediaskare                                                             | Монтування                                                                                               |
| 2005 | So Abused               | Community Service                                                                                  | Самовипущений                                                          | Мастеринг (трек 1)                                                                                       |
| 2005 | Contra                  | This Machine Kills (мініальбом)                                                                    | Mediaskare                                                             | Продюсер, звукорежисер, зведення та мастеринг                                                            |
| 2005 | Trigger Point           | A Silent Protest                                                                                   | Corporate Punishment                                                   | Продюсер, звукорежисер, мікшування, мастеринг, програмування, звукорежисер                               |
| 2005 | Cloud Nine              | Quick as Lightning                                                                                 | Tokuma Japan Communications                                            | Мікшування                                                                                               |
| 2005 | Roadrunner United       | The All-Star Sessions                                                                              | Roadrunner Records                                                     | Монтаж (треки 2, 5, 11 та 17), зведення, мастеринг, гітара (трек 5)                                      |
| 2005 | Allele                  | Point of Origin                                                                                    | Corporate Punishment                                                   | Мастеринг                                                                                                |
| 2006 | Media Lab               | Bleeding Memory                                                                                    | Sunland Records                                                        | Продюсер, звукорежисер, зведення, мастеринг, автор музики (треки 1 та 7)                                 |
| 2006 | Junkie XL               | Today                                                                                              | Roadrunner, Ultra Records                                              | Інженер звукозапису (вокал)                                                                              |
| 2006 | Silent Civilian         | Rebirth of Temple                                                                                  | Mediaskare                                                             | Продюсер, зведення, мастеринг, текстяр (трек 3)                                                          |
| 2006 | Twin Method             | The Volume of Self                                                                                 | Crash Music                                                            | Продюсер, звукорежисер, зведення та мастеринг                                                            |
| 2006 | Ill Niño                | The Under Cover Sessions (мініальбом)                                                              | Cement Shoes Records                                                   | Зведення                                                                                                 |
| 2006 | Dommin                  | Mend Your Misery                                                                                   | LMN Records                                                            | Продюсер                                                                                                 |
| 2007 | W.A.S.P.                | Dominator                                                                                          | Demolition Records                                                     | Зведення та мастеринг                                                                                    |
| 2007 | Five Finger Death Punch | The Way of the Fist                                                                                | Firm Music, Spinefarm Records, Prospect Park                           | Зведення та мастеринг                                                                                    |
| 2007 | Still Remains           | The Serpent                                                                                        | Roadrunner                                                             | Зведення                                                                                                 |
| 2007 | Divine Heresy           | Bleed the Fifth                                                                                    | Century Media Records (США), Roadrunner (світ)                         | Продюсер, звукорежисер, зведення, мастеринг, написання (треки 6, 9 та 10)                                |
| 2007 | Demia                   | Insidious                                                                                          | Scarlet Records                                                        | Продюсер, зведення, мастеринг                                                                            |
| 2007 | Insolence               | Ins 03 Naked (мініальбом)                                                                          | Powerslave Records                                                     | Продюсер (треки 3 та 5)                                                                                  |
| 2008 | Junkie XL               | Booming Back at You                                                                                | Artwerk                                                                | Запис (треки 6 та 11)                                                                                    |
| 2008 | Cavalera Conspiracy     | Inflikted                                                                                          | Roadrunner                                                             | Співпродюсер, звукорежисер, зведення, мастеринг                                                          |
| 2008 | Flatline                | Pave the Way                                                                                       | Stand and Deliver Records                                              | Інженер, мікшування та мастеринг                                                                         |
| 2008 | Soulfly                 | Conquer                                                                                            | Roadrunner                                                             | Зведення (трек 14)                                                                                       |
| 2008 | Gojira                  | The Way of All Flesh                                                                               | Listenable Records (Європа), Prosthetic Records (США)                  | Інженер (барабани), зведення та мастеринг                                                                |
| 2008 | Psycroptic              | Ob(Servant)                                                                                        | Nuclear Blast, Stomp Entertainment (Австралія та Нова Зеландія)        | Зведення та мастеринг                                                                                    |
| 2008 | Burning the Masses      | Mind Control                                                                                       | Mediaskare                                                             | Зведення та мастеринг                                                                                    |
| 2009 | Hamlet                  | La Puta y el Diablo                                                                                | Roadrunner                                                             | Зведення та мастеринг                                                                                    |
| 2009 | Dommin                  | Dommin E.P.                                                                                        | Roadrunner                                                             | Продюсер, зведення та мастеринг                                                                          |
| 2009 | Devildriver             | Pray for Villains                                                                                  | Roadrunner                                                             | Продюсер, зведення, мастеринг та додаткова лірика (треки 2 та 12)                                        |
| 2009 | Agony                   | The Devil's Breath                                                                                 | Cinismo Records                                                        | Зведення                                                                                                 |
| 2009 | Divine Heresy           | Bringer of Plagues                                                                                 | Century Media (США), Roadrunner (Світ)                                 | Продюсер, звукорежисер, зведення, написання (додаткові вокальні мелодії), додаткова лірика               |
| 2009 | Saosin                  | In Search of Solid Ground                                                                          | Virgin Records                                                         | Продюсер (трек 4)                                                                                        |
| 2009 | Echoes of Eternity      | As Shadows Burn                                                                                    | Nuclear Blast (США), Massacre Records (Європа)                         | Продюсер, зведення                                                                                       |
| 2009 | W.A.S.P.                | Babylon                                                                                            | Demolition                                                             | Зведення та мастеринг                                                                                    |
| 2009 | Incite                  | The Slaughter                                                                                      | I Scream Records                                                       | Продюсер, зведення та мастеринг                                                                          |
| 2009 | Achozen                 | «Salute/Sacrifice»                                                                                 | N/A                                                                    | Зведення                                                                                                 |
| 2009 | The Changing            | For Obvious Reasons                                                                                | Самовипущений                                                          | Продюсер                                                                                                 |
| 2010 | Dommin                  | Love Is Gone                                                                                       | Roadrunner                                                             | Продюсер, зведення, мастеринг, автор (трек 15), лірика (трек 14)                                         |
| 2010 | Taking Dawn             | God of War: Blood & Metal                                                                          | Roadrunner                                                             | Продюсер, зведення (трек 4)                                                                              |
| 2010 | Raintime                | Psychromatic                                                                                       | Lifeforce Records                                                      | Зведення та мастеринг                                                                                    |
| 2010 | Soulfly                 | Omen                                                                                               | Roadrunner                                                             | Співпродюсер, звукорежисер, зведення та мастеринг                                                        |
| 2011 | Aizen                   | Winter in Hell                                                                                     | N/A                                                                    | N/A[джерело?]                                                                                            |
| 2011 | Cavalera Conspiracy     | Blunt Force Trauma                                                                                 | Roadrunner                                                             | Продюсер, звукорежисер, зведення, мастеринг                                                              |
| 2011 | Dwail                   | Helter Skelter                                                                                     | Klonosphère, Season of Mist                                            | Зведення та мастеринг                                                                                    |
| 2011 | Gojira                  | "Of Blood & Salt"                                                                                  | N/A                                                                    | Продюсер                                                                                                 |
| 2011 | Channel Zero            | Feed 'Em with a Brick                                                                              | Roadrunner, CNR Music                                                  | Продюсер, звукорежисер, зведення, мастеринг                                                              |
| 2011 | World Under Blood       | Tactical                                                                                           | Nuclear Blast                                                          | Звукорежисер                                                                                             |
| 2011 | Kartikeya               | Durga Puja (мініальбом)                                                                            | Grailight Productions                                                  | Зведення та мастеринг (трек 1)                                                                           |
| 2011 | Saving Grace            | The King Is Coming                                                                                 | Facedown Records                                                       | Мастеринг                                                                                                |
| 2012 | Cancer Bats             | Dead Set on Living                                                                                 | Distort                                                                | Звукорежисер вокалу (трек 9)                                                                             |
| 2012 | Різні                   | Avengers Assemble (Music from and Inspired by the Motion Picture) - саундтрек для фільму "Месники" | Hollywood Records, Marvel Music                                        | Зведення (трек 12)                                                                                       |
| 2012 | Fear Factory            | The Industrialist                                                                                  | Candlelight Records, AFM Records, Bodog                                | Запис, трекінг (додатково), цифровий монтаж, автор (додаткові вокальні аранжування)                      |
| 2012 | Bonded by Blood         | The Aftermath                                                                                      | Earache Records                                                        | Продюсер, зведення та мастеринг                                                                          |
| 2012 | Periphery               | Periphery II: This Time It's Personal                                                              | Sumerian Records (США), Century Media (Європа), Roadrunner (Австралія) | Мастеринг                                                                                                |
| 2012 | Tensions Arise          | Stand in Defiance (мініальбом)                                                                     | N/A                                                                    | Зведення та мастеринг                                                                                    |
| 2012 | Unchained               | Oncoming Chaos                                                                                     | M & O Music                                                            | Мастеринг                                                                                                |
| 2012 | Hecatombe               | "Inner Pain"                                                                                       | Civil Alien Records                                                    | Зведення                                                                                                 |
| 2012 | Incite                  | All Out War                                                                                        | Minus Head                                                             | Продюсер, звукорежисер, зведення, мастеринг                                                              |